# Tornado Outbreak
Tornado Outbreak (aussi connu sous le nom de Zephyr: Rise of the Elementals), est un jeu vidéo d'action développé par Loose Cannon Studios (en) et édité par Konami.

## Système de jeu
Le but du jeu est de contrôler une tornade dans des niveaux entièrement destructibles. 

## Accueil
Le magazine Game Informer lui attribue la note de 6,75 / 10.